# Phycitimorpha
Phycitimorpha är ett släkte av fjärilar. Phycitimorpha ingår i familjen tandspinnare.
Kladogram enligt Catalogue of Life:
| Phycitimorpha | \| \| Phycitimorpha congruata \| \| \| \| \| \| Phycitimorpha hollandi \| \| \| \| \| \| Phycitimorpha stigmatica \| \| \| \| |
|               | \| \| Phycitimorpha congruata \| \| \| \| \| \| Phycitimorpha hollandi \| \| \| \| \| \| Phycitimorpha stigmatica \| \| \| \| |
|               | Phycitimorpha congruata |
|               | |
|               | Phycitimorpha hollandi |
|               | |
|               | Phycitimorpha stigmatica |
|               | |